# 納濟瓦耶夫斯克區
55°34′N 71°21′E / 55.567°N 71.350°E
納濟瓦耶夫斯克區（俄语：Называевский район），是俄羅斯的一個區，位於該國西南部，由鄂木斯克州負責管轄，面積5,900平方公里，2010年人口12,372，人口密度每平方公里2.1人。